# Afrosternophorus chamberlini
Afrosternophorus chamberlini är en spindeldjursart som först beskrevs av Vladimir V. Redikorzev 1938.  Afrosternophorus chamberlini ingår i släktet Afrosternophorus och familjen Sternophoridae. Inga underarter finns listade i Catalogue of Life.